# Araneus strigatellus
Araneus strigatellus là một loài nhện trong họ Araneidae.
Loài này thuộc chi Araneus. Araneus strigatellus được Embrik Strand miêu tả năm 1908.